# اتلبارو (ماساچوست)
اتلبارو(به انگلیسی: Attleboro) شهری در شهرستان بریستول ایالت ماساچوست می‌باشد که در سال ۱۶۹۴ بنیان‌گذاری شده‌است. این شهر در سرشماری سال ۲۰۱۰ میلادی، ۴۳٬۵۹۳ نفر جمعیت داشته‌است.